# Sniper Elite III
Sniper Elite III – komputerowa gra akcji wyprodukowana i wydana przez brytyjskie studio Rebellion Developments. Gra została wydana 27 czerwca 2014 roku na platformę PC, PlayStation 4, PlayStation 3, Xbox One oraz Xbox 360. Jest to trzecia część z serii Sniper Elite.

## Fabuła
Fabuła Sniper Elite III została osadzona w czasie drugiej wojny światowej na terenach Afryki. Głównym bohaterem gry jest Karl Fairburne – strzelec wyborowy dowództwa United States Armed Forces.

## Rozgrywka
Tryb gry jednoosobowej został podzielony na osiem misji, w których zadaniem gracza jest przeważnie eliminacja wyznaczonego celu. Do gry wprowadzono rozbudowaną mechanikę snajperską, dzięki czemu na wyższych poziomach trudności podczas wykonywania strzału istotne są czynniki takie jak prędkość, kierunek wiatru i wpływ grawitacji na tor lotu pocisku. W czasie wykonywania misji gracz może stosować różne taktyki. Niszczenie czołgów i ciężarówek wymaga uprzedniego wyeliminowania ich elementów składowych. Najlepsze trafienia pojazdów pokazywane są za pomocą kamery filmowej, podążającej za pociskiem i pokazującej uszkodzenia mechaniczne poszczególnych części. System rozwoju przydziela punkty doświadczenia, które gracz może wydać na ulepszanie ekwipunku i uzbrojenia. Gracz może przechodzić misje w pojedynkę lub w kooperacji z innym graczem. Gra zawiera również dwa inne tryby współpracy Survival i Overwatch.

## Wydanie i odbiór
Gra została zapowiedziana 14 marca 2013 roku. 1 października został opublikowany pierwszy zwiastun gry. Gra została wydana 27 czerwca 2014 roku na platformę PC, PlayStation 4, PlayStation 3, Xbox One oraz Xbox 360. Wersja na PlayStation 3 i Xbox 360 została wydana przez 505 Games. Gra zajęła pierwsze miejsce na liście sprzedaży gier w Wielkiej Brytanii.